# (6786) Doudantsutsuji
(6786) Doudantsutsuji est un astéroïde de la ceinture principale.

## Description
(6786) Doudantsutsuji est un astéroïde de la ceinture principale. Il fut découvert le 21 février 1991 à Nasukarasuyama par Shigeru Inoda et Takeshi Urata. Il présente une orbite caractérisée par un demi-grand axe de 3,13 UA, une excentricité de 0,10 et une inclinaison de 2,6° par rapport à l'écliptique.

## Compléments